# أليخاندرو كورتيس
أليخاندرو كورتيس (بالإسبانية: Alejandro Cortés)‏ هو دراج كولومبي، ولد في 2 ديسمبر 1977 في مانيزاليس في كولومبيا.

## وصلات خارجية
- أليخاندرو كورتيس على موقع الاتحاد الدولي للدراجات (الإنجليزية)
- أليخاندرو كورتيس على موقع أرشيف الدراجات (الإنجليزية)
- أليخاندرو كورتيس على موقع إحصائيات الدراجات الإحترافية (الإنجليزية)